# Quintanilla del Coco
Quintanilla del Coco település Spanyolországban, Burgos tartományban.  Lakosainak száma 50 fő (2024).

## Népesség
A település népessége az utóbbi években az alábbiak szerint változott:
| Lakosok száma | 117  | 106  | 98   | 87   | 77   | 61   | 60   | 54   | 50   | 50   |
|               | 2001 | 2004 | 2006 | 2009 | 2011 | 2014 | 2016 | 2019 | 2021 | 2024 |